# Ясиновский, Михаил Александрович
Михаил Александрович Ясино́вский (13 мая 1899 — 29 августа 1972) — украинский советский терапевт. Лауреат Государственной премии УССР, академик АМН СССР, заслуженный деятель науки УССР.
Во время Великой Отечественной войны был флагманским (главным) терапевтом Черноморского флота. 

## Биография
Родился 30 апреля (13 мая) 1899 года в Одессе, в семье доктора медицины Александра Алтеровича (Александровича) Ясиновского (1864—1913) и Доры Александровны Ясиновской (в девичестве Рабинович). Отец был основателем Одесского вегетарианского общества, в 1899 году вместе с Семёном Самойловичем Рабиновичем на Канатной улице, 29, «водолечебницу и лечебницу с постоянными кроватями для внутренних и нервных больных». Дед, корабельный маклер Алтер Ясиновский (?—1890), был купцом. У М. А. Ясиновского был старший брат Василий (1894) и младший брат Алексей (1905).
В 1922 году окончил Одесский медицинский институт. С 1928 года заведовал терапевтической и ревматологической клиникой Украинского института бальнеологии и физиотерапии. С 1934 по 1956 год — заведующий кафедрой госпитальной терапии, с 1956 по 1972 год — заведующий кафедрой факультетской терапии Одесского медицинского института.
С января 1943 года — назначен флагманским терапевтом Черноморского флота в звании полковника медицинской службы. В 1946 году работа «Клиническое описание эпидемиологической желтухи» была удостоена Государственной премии Совета Министров СССР «за обобщение опыта медицины в Великой Отечественной войне» и получила специальный диплом первой степени. В 1951 году ему было присвоено почетное звание заслуженного деятеля науки УССР. 30 мая 1961 года Ясиновский был избран член-корреспондентом АМН СССР, с 1 ноября 1963 года — академик АМН СССР.
Скончался 29 августа 1972 года. Похоронен на Втором Христианском кладбище в Одессе.
В 1980 году в составе группы авторов учебника «Внутренние болезни» посмертно был удостоен Государственной премии Украинской ССР. В Одессе есть улица, названная в честь Михаила Ясиновского. Факультетской клинике Одесского медицинского института присвоено имя Ясиновского, в ней также создан кабинет-музей М. А. Ясиновского.

## Семья
- Двоюродная сестра — писательница Фанни Яковлевна Блиндерман, публиковавшаяся под псевдонимом Лия Неанова; её муж — авиатор и писатель Осип Абрамович Блиндерман.
- Двоюродный брат — поэт Александр Акимович Биск.

## Научная деятельность
Основоположник отечественной военно-морской терапии, автор 240 научных работ, 10 монографий и нескольких учебников. Внес вклад в изучение токсикологии, клиники и терапии пороховой болезни (отравление газами, образующимися при выстрелах и взрывах), а также в изучении проблем ревматизма и заболеваний суставов, патологии воспаления слизистых оболочек, эпидемического гепатита.

### Основные труды
- К физиологии, патологии и клинике слизистых оболочек. Харьков, Научная мысль, 1931, 172 с.
- Токсикология и терпия пороховой болезни. — «Военно-морской врач», 1944, № 2, с. 15—19.
- Эпидемический гепатит. М., Медгиз, 1948, 232 с.
- Противоревматические средства. К., «Здоров’я», 1972, 187 с.

## Награды
- Орден Ленина
- Орден Октябрьской Революции
- Орден Красного Знамени[8]
- Отечественной Войны I ст.[9]
- Орден Трудового Красного Знамени
- Орден Знак Почета
  - Ряд медалей.